# Sylvia Field
Sylvia Field, nome d'arte di Harriet Louisa Johnson (Boston, 28 febbraio 1901 – Fallbrook, 31 luglio 1998), è stata un'attrice statunitense.

## Biografia
Studiò nella High School di Arlington, nel Massachusetts, e debuttò a Broadway nel 1918 nella commedia The Betrothal. Seguirono altre interpretazioni teatrali, fino al debutto cinematografico nel 1928 nel film corto The Home Girl. Per tutti gli anni trenta Sylvia Field lavorò in teatro, tornando al cinema soltanto in pochi film degli anni quaranta. Dagli anni cinquanta si dedicò prevalentemente alla televisione: tra le sue sitcom va ricordata Dennis the Menace.
Nel 1965 tornò al teatro per recitare in The very rich Women di Ruth Gordon, mentre la sua ultima interpretazione cinematografica avvenne nel 1980 nel The Cruz Brothers and Miss Malloy di Kathleen Collins.
Si sposò tre volte ed ebbe una figlia, Sally Moffet (1932-1996), attrice di teatro e di televisione. Morì a Fallbrook, in California, a 97 anni.

## Filmografia

### Cinema
- The Home Girl (1928)
- The Voice of the City (1929)
- La principessina capricciosa (1929)
- Tillie the Toiler (1941)
- The Power of God (1942)
- Fired Wife (1943)
- Prediletta di nessuno (1943)
- Her Primitive Man (1944)
- Salomè (1945)
- Donnine d'America (1945)
- I pionieri del Wisconsin (1957)
- The Cruz Brothers and Miss Malloy (1980)

### Televisione
- General Electric Theater – serie TV, episodio 6x25 (1958)
- L'uomo ombra (The Thin Man) – serie TV, episodio 2x28 (1959)
- Dennis the Menace – serie TV, 90 episodi (1959-1962)
- The Chevy Mystery Show – serie TV, episodio 1x06 (1960)